# Naoemon Shimizu
Naoemon Shimizu (清水 直右衛門, Shimizu Naoemon, ? – Hiroshima, 6 augustus 1945) was een Japans voetballer die als aanvaller speelde.

## Clubcarrière
Shimizu speelde voor Rijo Shukyu-Dan. Shimizu veroverde er in 1924 en 1925 de Beker van de keizer.

## Japans voetbalelftal
Naoemon Shimizu maakte op 23 mei 1923 zijn debuut in het Japans voetbalelftal tijdens een Spelen van het Verre Oosten tegen Filipijnen. Naoemon Shimizu debuteerde in 1923 in het Japans nationaal elftal en speelde 2 interlands, waarin hij 1 keer scoorde.

## Statistieken
| Japans voetbalelftal | Japans voetbalelftal | Japans voetbalelftal |
| Jaar                 | Duels                | Goals                |
| -------------------- | -------------------- | -------------------- |
| 1923                 | 2                    | 1                    |
| Totaal               | 2                    | 1                    |